# Функциональная полнота
Функциональная полнота множества логических операций или булевых функций — это возможность выразить все возможные значения таблиц истинности с помощью формул из элементов этого множества. Математическая логика обычно использует такой набор операций: конъюнкция ({\displaystyle \land }), дизъюнкция ({\displaystyle \lor }), отрицание ({\displaystyle \neg }), импликация ({\displaystyle \to }) и эквиваленция ({\displaystyle \leftrightarrow }). Это множество операций является функционально полным. Но оно не является минимальной функционально полной системой, поскольку:
{\displaystyle A\to B=\neg A\lor B}
{\displaystyle A\leftrightarrow B=(A\to B)\land (B\to A)}
Таким образом {\displaystyle \{\neg ,\land ,\lor \}} также является функционально полной системой. Но {\displaystyle \lor } также может быть выражено (в соответствии с законом де Моргана) как:
{\displaystyle A\lor B=\neg (\neg A\land \neg B)}
{\displaystyle \land } также может быть определена через {\displaystyle \lor } подобным образом:
{\displaystyle A\land B=\neg (\neg A\lor \neg B)}
Также {\displaystyle \vee } может быть выражена через {\displaystyle \rightarrow } следующим образом:
{\displaystyle \ A\vee B=(A\rightarrow B)\rightarrow B}
Итак {\displaystyle \{\neg \}} и одна из {\displaystyle \{\land ,\lor ,\rightarrow \}} является минимальной функционально полной системой.

## Критерий полноты
Критерий Поста описывает необходимые и достаточные условия функциональной полноты множеств булевых функций. Был сформулирован американским математиком Эмилем Постом в 1941 году.
Критерий:
Множество булевых функций является функционально полным тогда и только тогда, когда оно не содержится полностью ни в одном из предполных классов.

## Минимальные множества бинарных операций
Множества из одного элемента
{\displaystyle \{|\}} (штрих Шеффера), {\displaystyle \{\downarrow \}} (стрелка Пирса)
Множества двух элементов
{\displaystyle \{\lor ,\lnot \},\{\land ,\lnot \},\{\to ,\lnot \},\{\to ,\bot \},\{\not \to ,\top \},\{\to ,\not \to \},\{\to ,\not \leftrightarrow \},\{\not \to ,\leftrightarrow \}}
Множества трёх элементов
{\displaystyle \{\lor ,\leftrightarrow ,\not \leftrightarrow \},\{\lor ,\not \leftrightarrow ,\top \},\{\land ,\leftrightarrow ,\bot \},\{\land ,\leftrightarrow ,\not \leftrightarrow \},\{\land ,\not \leftrightarrow ,\top \},\{\lor ,\leftrightarrow ,\bot \}}.
То же в другой нотации:
{\displaystyle {\bigl \langle }\lor ,\odot ,\oplus {\bigr \rangle }}, {\displaystyle {\bigl \langle }\lor ,\oplus ,1{\bigr \rangle }}, {\displaystyle {\bigl \langle }\wedge ,\odot ,0{\bigr \rangle }}, {\displaystyle {\bigl \langle }\wedge ,\odot ,\oplus {\bigr \rangle }}, {\displaystyle {\bigl \langle }\wedge ,\oplus ,1{\bigr \rangle }} (см. алгебра Жегалкина), {\displaystyle {\bigl \langle }\lor ,\odot ,0{\bigr \rangle }} (инверсный к предыдущему).